# De iure

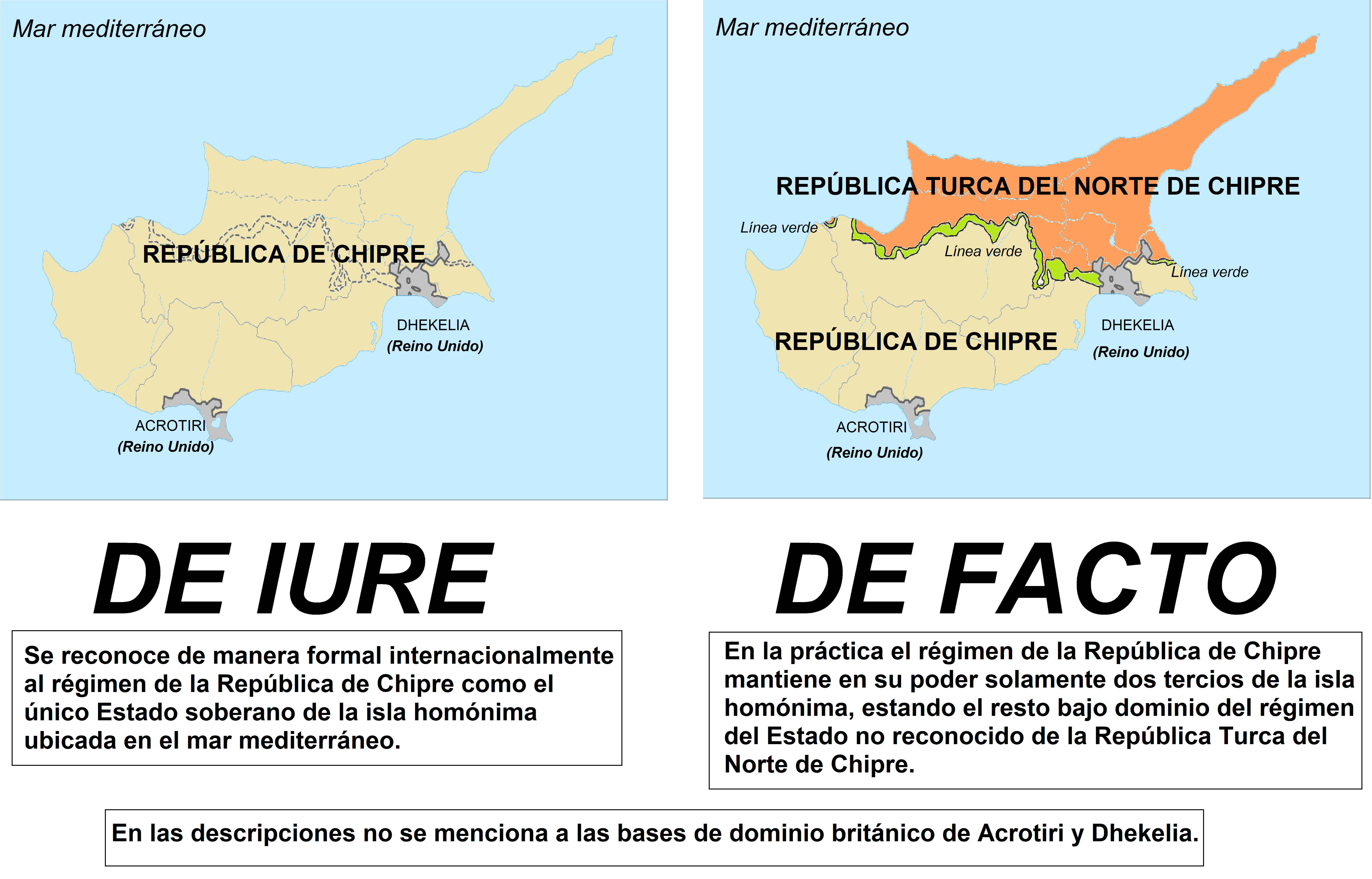
Ejemplo del uso correcto del término de iure y su contraposición de facto utilizando la realidad política de la isla de Chipre.

De iure  o de jure (pronunciado [deːˈjuːɾeː]) es una locución latina que significa literalmente «de derecho», esto es, con reconocimiento jurídico, legalmente. Se opone a de facto, que significa «de hecho». Esta locución está plenamente incorporada a la lengua española, pero según la última Ortografía (2010) de la Real Academia Española debe escribirse en cursiva.
Una situación de iure es aquella que está reconocida por la legalidad vigente o por la autoridad competente en virtud de algún acuerdo o acto formal. No tiene por qué corresponderse con la situación real y es en esos casos en los que la situación de iure se opone a la de facto.[cita requerida] Por ejemplo, una persona puede tener un cargo de iure —es decir, por nombramiento oficial— y no ejercerlo en la práctica por cualquier motivo. Un gobierno de iure está investido con todas las garantías jurídicas, pero puede ser incapaz de ejercer sus poderes legítimos porque un gobierno de facto los ha usurpado.